# Elmer Rice
Elmer Rice   (Nova York, 28 de setembre de 1892 - Southampton, 8 de maig de 1967) fou un dramaturg estatunidenc, de nom veritable Elmer Reizenstein. Obtingué grans èxits mundials els anys vint i trenta del segle XX amb un teatre en el que s'hi barrejava un fort realisme amb la influència expressionista. La seva obra més famosa va ser Street Scene del 1929 (Premi Pulitzer), de la que se'n va fer una ressonant versió catalana - a càrrec de Josep Millàs Raurell- que s'estrenà al Teatre Romea de Barcelona el 1930. La depressió que seguí el crack del 1929 fou el tema del seu drama We, the people (1933).

## Font
- «Elmer Rice». Gran Enciclopèdia Catalana.  Barcelona:  Grup Enciclopèdia Catalana.